# 42–46 High Street (Elgin)
Unter der Adresse 42–46 High Street in der schottischen Kleinstadt Elgin in der Council Area Moray befindet sich ein Wohn- und Geschäftsgebäude. 1971 wurde das Bauwerk in die schottischen Denkmallisten in der höchsten Denkmalkategorie A aufgenommen.

## Beschreibung
Das Gebäude steht an der Südseite der High Street im historischen Zentrum Elgins. Das nahegelegene Wohn- und Geschäftshaus 50–52 High Street ist ebenfalls als Kategorie-A-Denkmal klassifiziert. Das Gebäude wurde im Jahre 1688 für einen Kaufmann errichtet. Später nutzte das Red Lion Inn die Räumlichkeiten. Im Jahre 1980 wurde eine Restaurierung vorgenommen.
Die nordexponierte Hauptfassade des Gebäudes ist fünf Achsen weit. Seine Fassaden sind mit Harl verputzt, wobei Natursteineinfassung abgesetzt sind. Im Erdgeschoss des dreigeschossigen Gebäudes verläuft eine rundbogige Arkade. Ihre Öffnung sind heute durch flächige Schaufenster beziehungsweise Eingangstüren verschlossen. Einzig der zentrale Bogen ist weiterhin offen. Durch ihn verläuft ein Durchgang zum Innenhof. Die Arkaden sind mit gedrungenen Säulen mit quadratischen Kapitellen ausgeführt. Die Einfassungen der zwölfteiligen Sprossenfenster in den Obergeschossen sind abgerundet. Das schiefergedeckte Satteldach verfügt nicht über Gauben und ist mit Staffelgiebeln ausgeführt.
Um den Innenhof setzen sich zwei Flügel fort. Bei einem handelt es sich um einen einstöckigen, drei Achsen weiten Anbau aus dem 18. Jahrhundert. Der zweite wurde ebenfalls im Laufe des 18. Jahrhunderts ausgeführt. Er ist zweigeschossigen und vier Achsen weit. Ihre Dächer sind ebenfalls mit Schiefer eingedeckt.